# Wapen van Havelte

Wapen van Havelte

Het wapen van Havelte bestaat uit een ontwerp van G.A. Bontekoe van de voormalige gemeente Havelte. De beschrijving luidt: 
"Doorsneden : I gedeeld : a) in keel een kruis van zilver,b) in zilver een heuvel van sabel, oprijzende uit de schildpunt, beladen met een spar van sinopel, II in goud een laurierstruik met 3 takken van sinopel. Het schild gedekt met een gouden kroon van drie bladeren en twee paarlen en gehouden door twee wildemannen, omkranst en omgord met loof, in de vrije hand een knods over de schouderhoudend, alles van natuurlijke kleur."

## Geschiedenis
Het zilveren kruis is het wapen van het sticht Utrecht die vijf eeuwen graven van Drenthe waren. Zij werden ingehuldigd op de Havelterberg, die symbolisch op het schild is weergegeven met de spar. Volgens professor van Giffen is aannemelijk dat de berg begroeid was met naaldhout. De laurier is afkomstig van het geslachtswapen van Struuck. Telgen van dit geslacht waren schulte van Havelte, maar bekleedden ook belangrijke ambten buiten de gemeente. De wildemannen herinneren aan de hunebedden aan de weg van Havelte naar Wapserveen. De ontwerpprocedure van 1933 had nogal wat voeten in de aarde. Het ontwerp wijkt nogal af van de uitvoering die aangevraagd werd. De eerste aanvraag van het wapen had de volgende beschrijving:
"In zilver een berg van sabel, dragende een groene denneboom, aan de stam waaraan is opgehangen een schild van keel, beladen met een kruis van zilver."
Daarnaast bestond nog een ontwerp met de beschrijving:
"In zilver een heuvel van sabel, oprijzende uit de schildpunt en daarboven een schild van keel, beladen met een kruis van zilver."
Het schildje aan de dennenboom was het wapen van sticht Utrecht. De Hoge Raad van Adel vond het Utrechtse schildje te klein, zij stelden voor het andere wapen in gebruik te nemen. Beide partijen werden het niet met elkaar eens, waardoor de aanvraagprocedure werd afgebroken in 1935. In 1940 werd wederom een aanvraagprocedure gestart. Ditmaal met als inzet een zilveren schild, met daarop een zwarte berg van drie toppen, op iedere top was een spar geplaatst, daarboven het wapen van sticht Utrecht, nu als schildhoofd. In 1941 werd onverwachts, zonder overleg met de gemeente, toch het eerste wapen verleend. De gemeente gaf aan dit wapen ongewenst was en dat zij het wapen ook niet in gebruik zouden nemen. In 1953 besloot de gemeente het ongebruikte wapen te laten vervangen. Een nieuwe aanvraagprocedure werd gestart en een gecarteleerd wapen ontworpen met de volgende beschrijving:
"Gekwartileerd: I in keel een paalsgewijs geplaatste gouden pijl, waaroverheen een vijfbladerige kroon van hetzelfde; II In zilver drie dichtbebladerde struiken van purper op een terras van hetzelfde; III In zilver een sleutel van keel, de tweezijdige baard naar boven gericht, de steel eindigende in een geknopte malie, waarbinnen een kruis, ter weerszijden van de sleutel een hermelijnstaartje; IV in keel een schoorsteenhaal van zilver, vergezeld van drie eikenbladeren van hetzelfde, twee boven en één onder."
De Hoge Raad wees het ontwerp af. Er volgde een uitgebreide correspondentie tussen de gemeente en de Hoge Raad, waarna uiteindelijk het vierde ontwerp goedkeuring kreeg. In 1998 werd de gemeente samengevoegd met de nieuwe gemeente Westerveld. Er werden geen elementen overgenomen in het wapen van Westerveld.

## Afbeeldingen

Wapen van 1941
Wapen sticht Utrecht